# لیو و مدی
لیو و مدی (به انگلیسی: Liv and Maddie) یک کمدی موقعیت آمریکایی نوجوانان، محصول شبکه دیزنی است.

## داستان
داستان درباره خواهر های دوقلو به نام لیو و مدی هست که یکی بازیگر و خواننده هالیوود و دیگری اعجوبه بسکتبال مدرسه اش است.

## شخصیت ها
لیو : بزرگترین دختر خانواده رونی و خواهر دوقلو ی مدی است او به تازگی از هالیوود برگشته است تا در کنار خواهرش باشد در فصل دوم لیو گروه موسیقی تشکیل میدهد که متشکل از ویلو اندی و هلدن است .

مدی : خواهر دوقلوی لیو است . او مهارت زیادی در بسکتبال دارد و کاپیتان تیم بسکتبال مدرسه است . دیگی ، ویلو و استینز از بهترین دوستان او هستند .

جویی : برادر لیو و مدی و بزرگترین پسر خانواده رونی است . او عاشق گربه هاست و آتی اسمالز برادر دیگی بزرگترین دشمن اوست.

پارکر : کوچکترین فرزند خانواده رونی است که با جویی هم اتاقی است. ایوان و رجی از بهترین دوستان او هستند.

کارن رونی : مادر خانواده رونی است که مدیر مدرسه لیو و مدی و جویی است و بسیار حواس پرت و زنی ساده و خوش قلب است .

پیت رونی :پدر خانواده رونی است که مربی تیم بسکتبال مدرسه است و رابطه خوبی با دخترش مدی دارد.